# Montigny-Saint-Barthélemy
Montigny-Saint-Barthélemy ist eine französische Gemeinde mit 82 Einwohnern (Stand 1. Januar 2022) im Département Côte-d’Or in der Region Bourgogne-Franche-Comté. Sie gehört zum Kanton Semur-en-Auxois und zum Arrondissement Montbard.
Nachbargemeinden sind Courcelles-lès-Semur im Norden, Le Val-Larrey im Osten, Aisy-sous-Thil im Südosten, Dompierre-en-Morvan im Süden und Thoste im Westen.

## Siehe auch

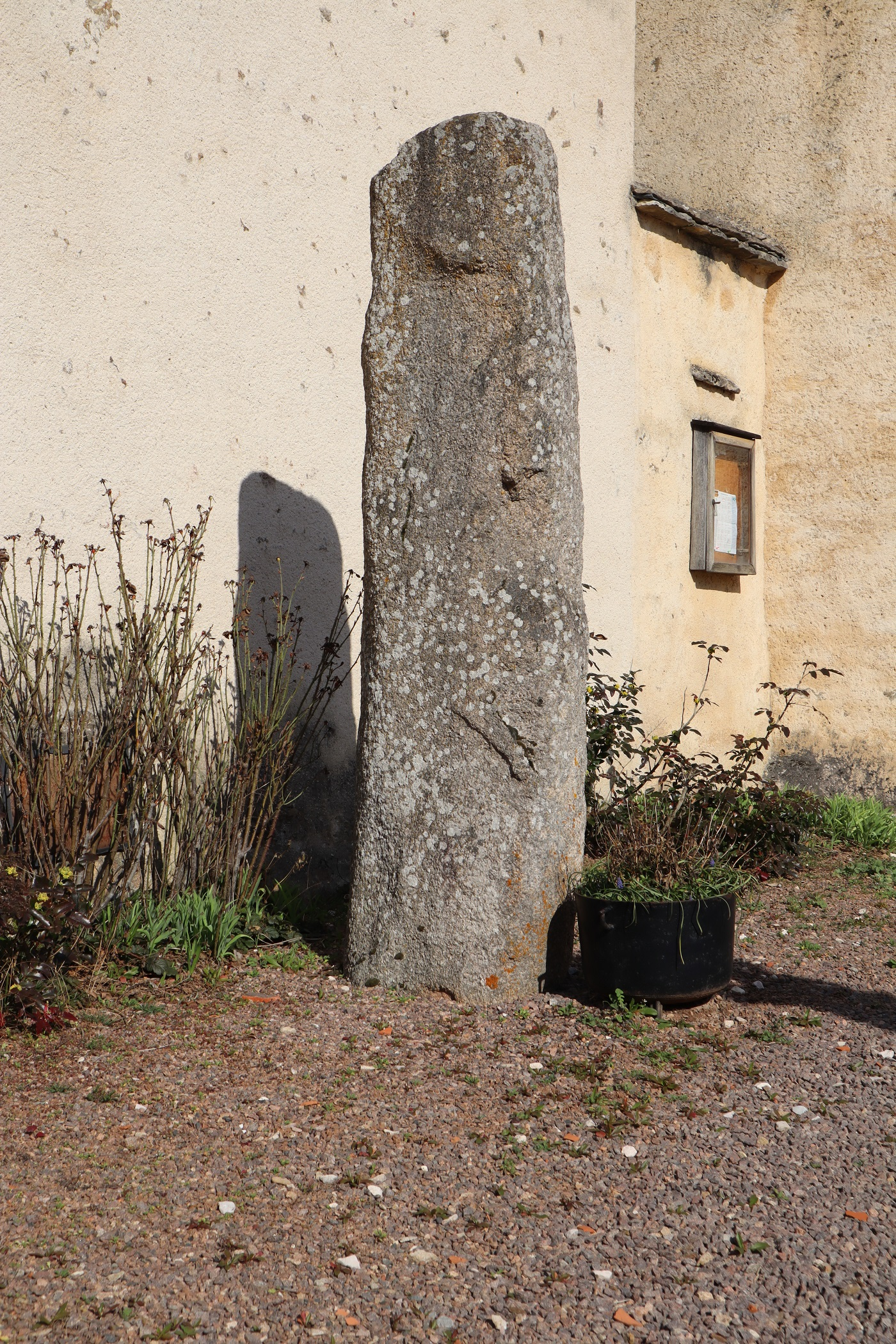
Menhir von Montigny-Saint-Barthélemy im Ort

## Bevölkerungsentwicklung
| Jahr                       | 1962 | 1968 | 1975 | 1982 | 1990 | 1999 | 2008 | 2015 |
| -------------------------- | ---- | ---- | ---- | ---- | ---- | ---- | ---- | ---- |
| Einwohner                  | 91   | 66   | 52   | 63   | 77   | 71   | 79   | 85   |
| Quellen: Cassini und INSEE |      |      |      |      |      |      |      |      |